# یاروسواف اسکولسکی
یاروسواف اسکولسکی (لهستانی: Jarosław Skulski؛ ‏ Polish: [jaˈrɔswaf] ()؛ ‏ ۳۰ مارس ۱۹۰۷ – ۲۲ ژوئیهٔ ۱۹۷۷) بازیگر اهل لهستان بود.
از فیلم‌ها یا برنامه‌های تلویزیونی که وی در آن نقش داشته‌است، می‌توان به چگونه جنگ جهانی دوم را آغاز کردم، سفری برای یک لبخند، گفتار پایانی نورنبرگ، چهل‌ساله، وداع ناممکن، فرعون و ترانه‌های ممنوعه اشاره کرد.